# Troy Nehls
Troy Edwin Nehls, né le 7 avril 1968, est un homme politique américain. Membre du Parti républicain, il est shérif du comté de Fort Bend avant d'être élu à la Chambre des représentants des États-Unis en 2021.

## Biographie

### Carrière dans les forces de l'ordre

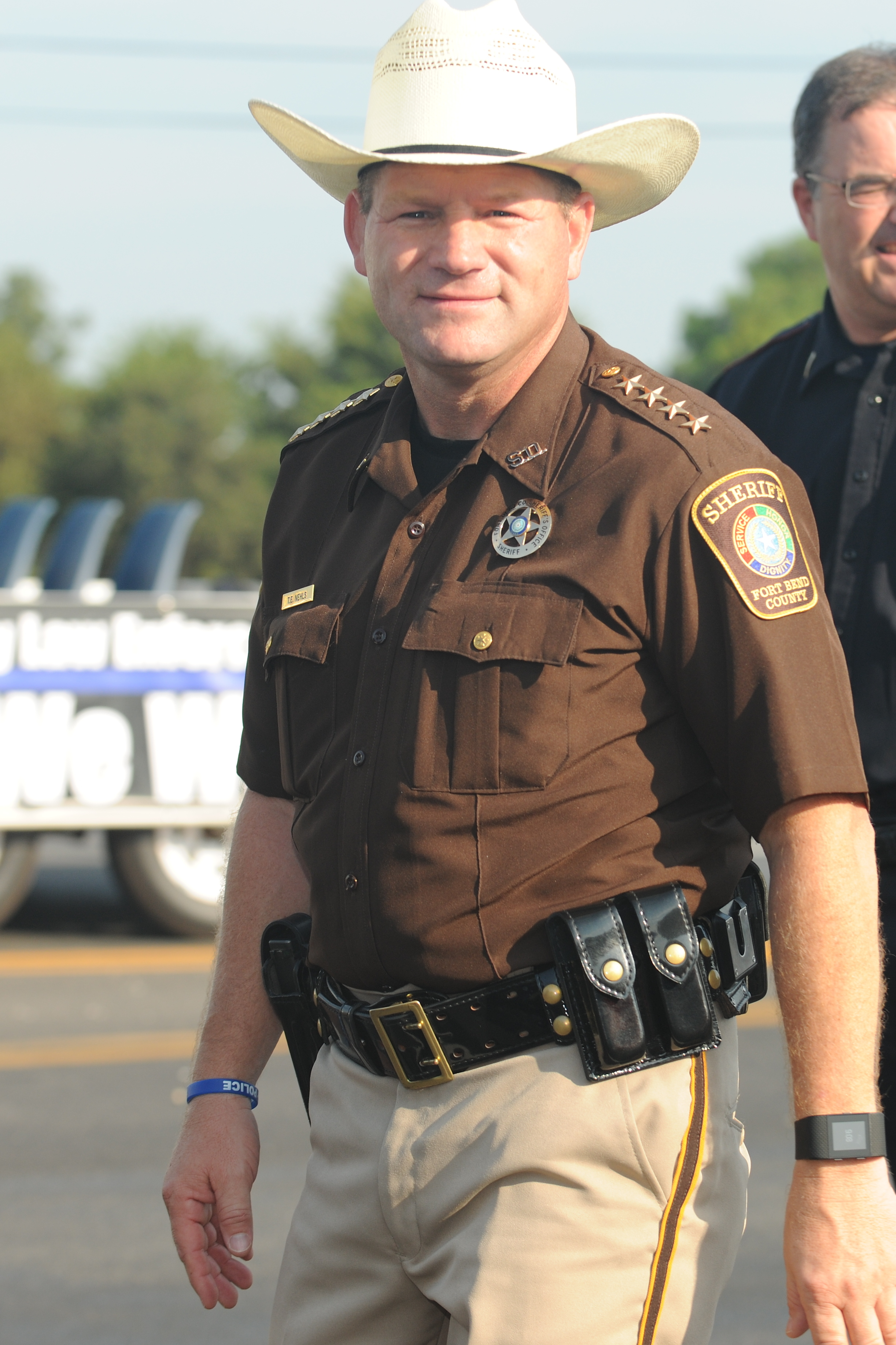
Troy Nehls en 2015.

Troy Nehls sert pendant 21 ans dans la réserve de l'armée de terre américaine. Il est déployé en Bosnie, en Irak et en Afghanistan, et reçoit deux médailles Bronze Star. Il est par ailleurs décoré par erreur d'un Combat Infantryman Badge en 2008. Ce badge, qu'il porte souvent au Congrès, lui est retiré en 2023. En effet, il est réservé aux soldats ayant directement combattu sur le terrain, ce qui n'est pas son cas.
Troy Nehls commence sa carrière dans la police dans son Wisconsin natal puis s'installe dans la région de Houston en 1994. En 1998, il est licencié par la police de Richmond pour 19 violations de règles de déontologie en une année, incluant notamment la destruction de preuves. Il rejoint alors la police du comté de Fort Bend. Il devient l'adjoint du shérif du comté en 2002, puis est élu constable du 4e arrondissement de police pour deux mandats de 2005 à 2012.
En 2012, il se porte candidat au poste de shérif du comté de Fort Bend. Après avoir remporté la primaire républicaine dès le premier tour avec 55 % des voix, il est élu face au démocrate Michael Ellison. Il est réélu en 2016 avec 52 % des suffrages face à Michael Ellison, alors que la démocrate Hillary Clinton arrive en tête dans son comté le même jour. 
Durant son mandat, il augmente les patrouilles le soir et le week-end contribuant à la réduction du nombre de cambriolages. Entre 2012 et 2017, le nombre de cambriolages en zone résidentielle est en effet divisé par deux dans le comté. Les vols et agressions auraient également fortement diminués sous sa direction. En 2015, la commission des prisons du Texas lui demande cependant de prendre des mesures après la mort de deux détenus en deux mois dans une prison du comté.

### Élection au Congrès
En vue des élections de 2020, Troy Nehls est candidat à la Chambre des représentants des États-Unis dans le 22e district du Texas, qui comprend les banlieues sud et sud-est de Houston (essentiellement dans le comté de Ford Bend). Après une élection serrée en 2018, le républicain sortant Pete Olson ne se représente pas. En 2017, Troy Nehls avait déjà envisagé de se présenter face à Pete Olson durant la primaire républicaine avant de se raviser. La circonscription est historiquement conservatrice, mais se montre de plus en plus diverse ethniquement et modérée politiquement. Elle devient alors une importante cible des démocrates.
S'il arrive en tête de la primaire républicaine avec 41 % des voix, devançant de 21 points la millionnaire Kathaleen Wall, Troy Nehls est contraint à un second tour. Kathaleen Wall dépense alors des millions de dollars de sa fortune en publicités négatives contre le shérif. Il remporte cependant le second tour avec une large avance, réunissant 70 % des suffrages. En novembre, il affronte le démocrate Sri Preston Kulkarni, qui avait été battu de peu par Pete Olson en 2018. Devancé par le démocrate en termes de levées de fonds, Troy Nehls est toutefois davantage connu dans le district. Durant la campagne, il met en avant son expérience de shérif tandis que Sri Preston Kulkarni critique le soutien qu'il a reçu de Donald Trump. Le 3 novembre 2020, il est élu représentant des États-Unis avec 51,7 % des voix contre 44,4 % pour Sri Preston Kulkarni. Le même jour, son frère jumeau Trever Nehls est battu par le démocrate Eric Fagan, qui lui succède comme shérif du comté de Fort Bend.

### Représentant des États-Unis
Durant l'assaut du Capitole par des partisans de Donald Trump le 6 janvier 2021, il aide la police du Capitole à contenir les manifestants. Après l'assaut, il vote pour rejeter les résultats de l'élection présidentielle en Arizona et Pennsylvanie,. Jusqu'en juillet 2024, il est membre du Freedom Caucus, la frange la plus conservatrice du Parti républicain à la Chambre des représentants.
Lors du redécoupage électoral consécutif au recensement de 2020, son district est étendu vers les comtés ruraux de Matagorda et Wharton et devient nettement plus favorable aux républicains,. Il est ainsi facilement réélu en 2022 et 2024 avec environ 62 % des voix,.